# Sarcophyte sanguinea
Sarcophyte sanguinea, auch Fleischpflanze, ist eine Pflanzenart in der Familie der Balanophoraceae. Die chlorophylllose Pflanze lebt parasitisch von anderen Pflanzen.

## Beschreibung

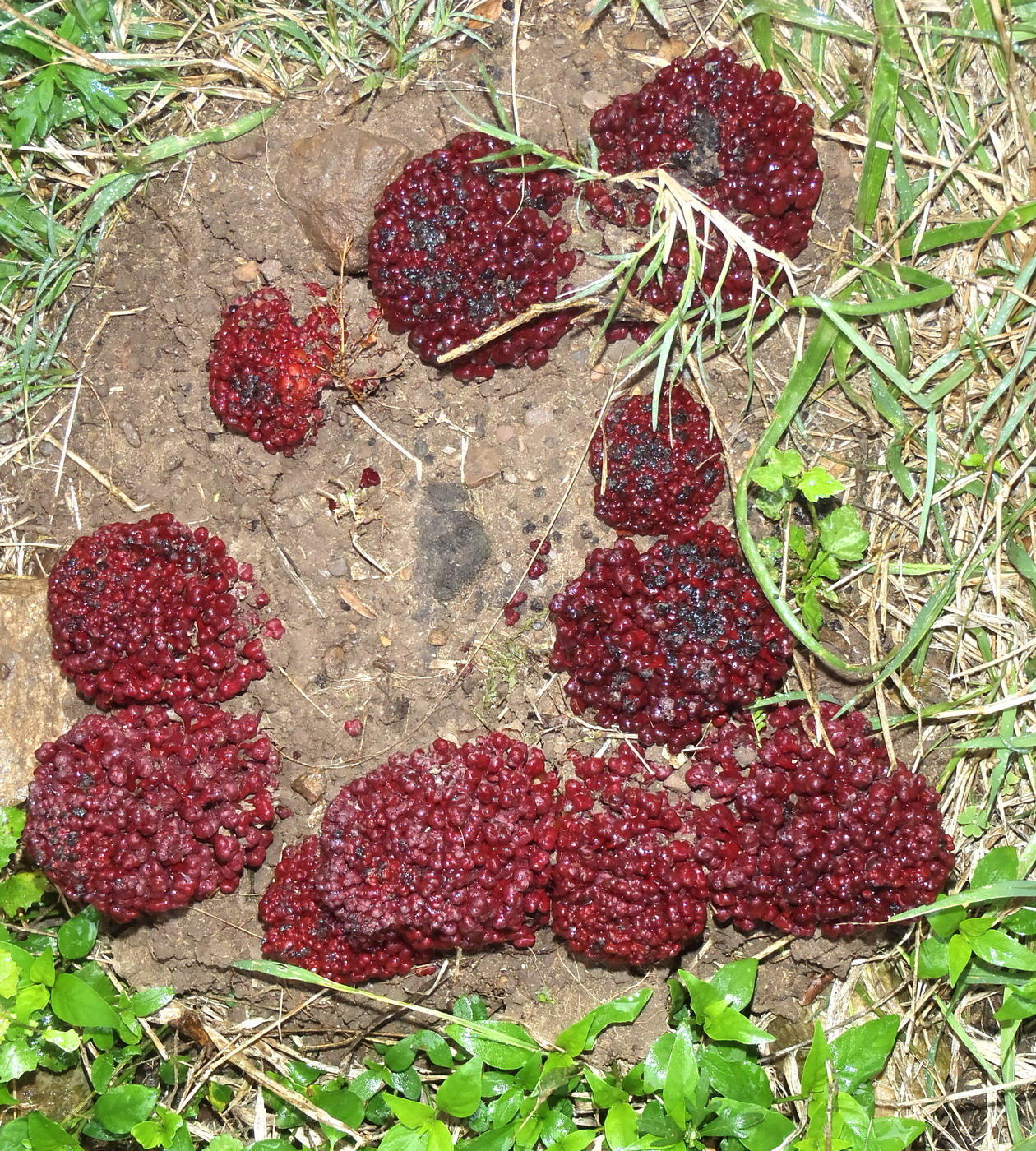
Männliche Pflanze

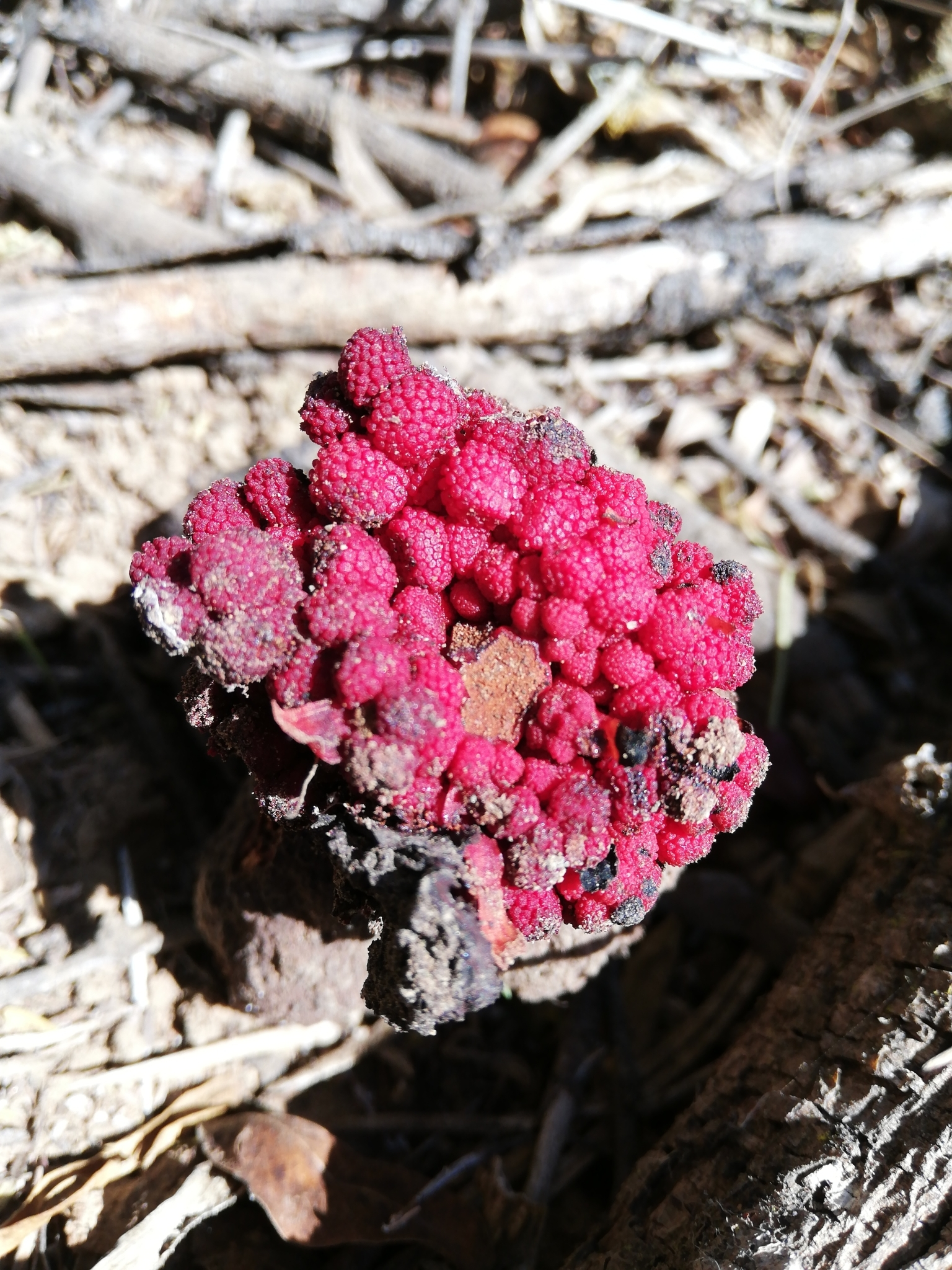
Weibliche Pflanze

### Vegetative  Merkmale
Sarcophyte sanguinea ist ein holoparasitischer, obligater Parasit an verschiedenen Pflanzenarten. Es sind fleischfarbene bis karmesinrote oder purpurne Pflanzen die bis zu 30 Zentimeter hoch werden, die weiblichen Pflanzen sind niedriger und weniger dicht. Sie bilden unregelmäßig gelappte, warzige Knollen aus. Die Pflanzen stinken unangenehm und stark faulig. Hingegen duftet die zweite Art der Gattung Sarcophyte piriei nicht oder dann angenehm.

### Generative Merkmale
Sarophyte sanguinea ist zweihäusig (diözisch). Die dichten und fleischigen Blütenstände setzen sich aus, von vielen Tragblättern an der Basis und an den Seitenachsen begleiteten, zusammengesetzte Rispen (Spadix) zusammen, die gestielt bis sitzend und unverzweigt aus den Knollen erwachsen. Die Tragblätter sind eiförmig bis lanzettlich und messen 0,8–2 × 0,5–1,2 cm. Die weiblichen Blüten sind zu vielen in dichten, kleinen Köpfchen angeordnet bzw. verwachsen im fleischigen Blütenboden, sie sind mehr oder weniger sphärisch und messen 0,4–1,5 cm mit einem unterständigen und einkammerigen Fruchtknoten mit schildförmigen, fast sitzenden Narben. Die männlichen Blüten stehen in Trauben haben meist drei, aber auch zwei und vier löffelförmige Blütenhüllblätter, sie sind elliptisch bis länglich sowie 1,75–3,5 × 1,5–2 cm groß und fleischig. Es sind zwei bis vier, meist aber drei Staubblätter ausgebildet, die 1–2,5 mm lang sind.
Es werden himbeerartige Fruchtverbände mit vielen einsamigen Steinfrüchten gebildet.

## Vorkommen und Ökologie
Sarcophyte sanguinea ist im südlichen (sub)tropischen Afrika in Mosambik und Südafrika beheimatet, in Südafrika in der ehemaligen Kapprovinz, in KwaZulu-Natal und den Provinzen Limpopo und Mpumalanga.
Sarcophyte sanguinea gedeiht in Wäldern, Auwäldern, Dickichten und an diesen angrenzender Savanne von Null bis 2000 Meter über dem Meeresspiegel; an vielen verschiedenen Wirten in Höhenlagen von 230 bis 1675 Metern. Wie alle Vertreter der Familie besitzen sie kein Chlorophyll und parasitieren daher an den Wurzeln verschiedener Baum- und Straucharten von Vachellia, Hyphaene, Commiphora, Feigen (Ficus), Faidherbia albida und Mimusops obtusifolia.

## Systematik
Die Erstbeschreibung von Sarcophyte sanguinea erfolgte 1776 von Anders Sparrman.